# Спортска дворана Леон Штукељ
Спортска дворана Леон Штукељ вишенаменска је дворана која се налази у Новом Месту (Словенија). Дворана је отворена 1. септембра 1999. године и има капацитет од 2.500 седећих места.
Ова дворана је домаћи терен кошаркашког клуба Крка.
Име носи по Леону Штукељу југословенском гимнастичару и освајачу прве златне олимпијске медаље за Југославију.